# 库巴唐
库巴唐是巴西圣保罗州的一个市镇。总面积142.281平方公里，总人口121002人，人口密度850.4人/平方公里。

## 环境
该城市还具有“死亡谷”的臭名昭著之称。因为该城市的市区是世界上空气污染程度最严重的城市，使出生的孩子具有先天性器官缺陷。由于该城市不间断地释放着色彩斑斓的工业废气，市里也弥漫着一股腐臭的气味。因此，在20世纪80年代便以“死亡谷”闻名于世。目前该城市至今成为世界上最不适宜居住的城市之一。这也反映出全世界为什么第一着手保护城市的环境的原因所在。